# Тестони, Альфредо
Альфредо Тестони (итал. Alfredo Testoni, 11 октября 1856, Болонья — 17 декабря 1931, Болонья) — итальянский драматург и поэт, автор текстов на итальянском языке и на болонском диалекте.
Известен прежде всего тем, что написал комедию «Кардинал Ламбертини», имевшую большой театральный успех с 1905 года (затем пересказанную на экране актёром Джино Черви в фильме режиссёра Джорджо Пастины). Внук, Джан Карло Тестони, был одним из самых известных итальянских лириков и отцом композитора Джампаоло Тестони.

## Ранние годы

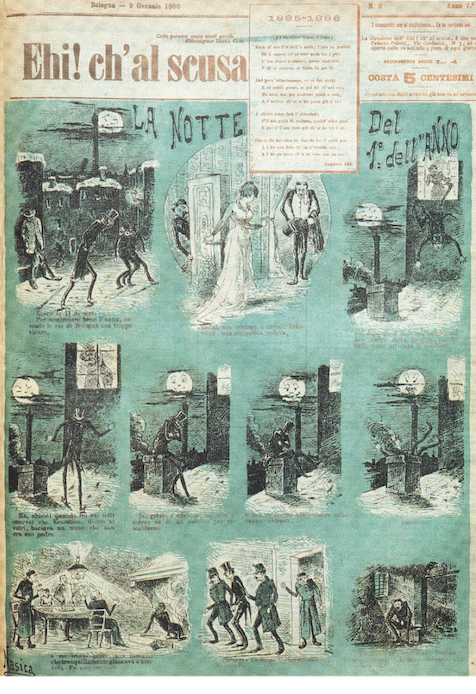
Редкий цветной номер «Ehi! ch’al scusa» (9 января 1886)

Альфредо Тестони родился на Виа Сан-Феличе, в историческом центре Болоньи, и начал писать в очень юном возрасте. Ему ещё не исполнилось двадцати, когда в январе 1877 года его фарс Lucciole per lanterne был поставлен в важном городском театре, Театро дель Корсо на виа Санто-Стефано (разрушенном бомбёжкой в 1944 году). Это был провал, но фиаско не обескуражило его.
Однако основным занятием Тестони в то время оставалась журналистика. Он был одним из основателей юмористического журнала Ehi! ch’al scusa и сотрудничал с Il Resto del Carlino, газетой, в которой, среди прочего, публиковал роман Ma… по частям, получая чуть более одной лиры за каждый выпуск. Однако с годами растущий успех его пьес заставил его посвятить себя исключительно театру.

## Творчество на диалекте

Карикатура на А. Тестони, сделанная дизайнером и соавтором Умберто Тирелли, ок. 1905

Альфредо Тестони писал в основном на болонском диалекте. Он считается самым плодовитым и наиболее представленным автором болонского театра с его десятками пьес. Уже в 1886 году он опубликовал двухтомный сборник своих диалектных произведений под названием Teater bulgneis («Болонский театр»). Среди его комедий достойны внимания Al tròp è tròp («Слишком много») 1878 г., Insteriari («Волшебство») 1881 г., Pisuneint («Жильцы») 1883 г., Acqua e ciaccher («Вода и болтовня») 1899 г., El noster proximum («Наш сосед») 1910 г., Quand a jera i franzis («Когда были французы») 1926 г., El fnester front («Парадные окна») 1927 г. Тестони также был признанным диалектным поэтом, известным своими юмористическими сонетами Sgnera Cattaina («синьора Катерина»).
Его самая важная работа «Кардинал Ламбертини» была написана на итальянском языке. По радио, а затем и по недавно появившемуся телевидению транслировалась его комедия «Успех».

## Память
Тестони похоронен в части X монументального кладбища Чертоза-ди-Болонья; памятник из мрамора и бронзы — работа Альфонсо Боргезани.
Его родной город почтил его, назвав в его честь улицу, на которой он жил до своей смерти (переулок Виа Уго Басси), а также одноимённый театр.
Его диалектные пьесы до сих пор ставятся и входят в репертуар всех театральных трупп Болоньи. Каждый год «Compagnia Teatro Aperto» ставит «Кардинала Ламбертини» в Театро Дехон, которым управляет сама компания.
В последние годы своей жизни Тестони написал серию небольших томов, которые в конечном итоге составили уникальную книгу в память о городе его молодости — «Болонья XIX века», — объединив настоящую ностальгическую реконструкцию Болоньи второй половины XIX века с многочисленными анекдотами, в которых фигурируют самые важные персонажи, жившие в Болонье в то время.
До 2015 года муниципальный театр Казалеккьо-ди-Рено носил имя Альфредо Тестони, а позже был назван в честь актрисы Лауры Бетти из Казалеккьо.